# علي ناصر محمد
     لشخصية أخرى تحمل اسم علي ناصر، طالع علي ناصر (توضيح).

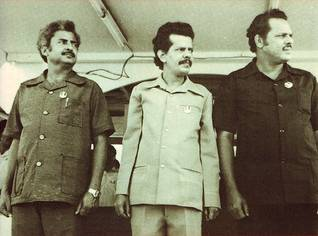
من اليسار إلى اليمين: الرئيس سالم ربيع علي، عبد الفتاح إسماعيل، الأمين العام لجبهة التحرير نعم الوطنية، ورئيس الوزراء علي ناصر محمد (1977)

علي ناصر محمد الحسني (31 ديسمبر 1939) رئيس جمهورية اليمن الديمقراطية الشعبية لفترتين رئاسيتين و الأمين العام للحزب الاشتراكي و رئيس مجلس الوزراء. حيث عمل كرئيس مجلس الرئاسة من 26 يونيو، 1978 حتى 27 ديسمبر، 1978. وكرئيس للجمهورية في أبريل 1980 بعد استقالة الرئيس السابق عبد الفتاح إسماعيل وذهابه للمنفى في موسكو. اتخذ علي ناصر محمد موقفًا أقل تدخلا في شؤون عمان واليمن الشمالي. في 13 يناير، 1986، أدت أعمال عنف مسلحة في عدن بين مؤيدي علي ناصر ومؤيدي إسماعيل الذي عاد من منفاه طالبًا استعادة الحكم، أدت إلى اندلاع حرب أهلية استمرت لمدة شهر أدت بدورها إلى إصابة الآلاف و إبعاد علي ناصر من السلطة ومقتل إسماعيل. وهروبه هو و 6000 شخص إلى الجمهورية العربية اليمنية. دامت فترة رئاسته للجمهورية من 21 أبريل، 1980 وحتى 24 يناير، 1986. خلفه في المنصب علي سالم البيض.
علي ناصر كان عضو (جبهة التحرير الوطني (اليمن)|الجبهة القومية للتحرير والحزب الاشتراكي اليمني عند تكوينه عام 1978. أثناء الحرب الأهلية اليمنية 1994، عمل مؤيديه جنبًا إلى جنب مع قوات اليمن الشمالي لإجهاض جمهورية اليمن الديمقراطي التي ولدت أثناء الحرب الأهلية انتقامًا ممن انقلبوا عليه.
أصبح الرئيس السابق أحد شخصيات المعارضة في الاحتجاجات اليمنية 2011. حيث شارك في المجلس الانتقالي اليمني الذي يبلغ عدد أعضائه 17 عضوا الذي أنشئ من أجل معارضة حكم الرئيس اليمني علي عبد الله صالح في اليمن.

## روابط خارجية
- علي ناصر محمد على موقع الموسوعة البريطانية (الإنجليزية)
- علي ناصر محمد على موقع مونزينجر (الألمانية)

| المناصب السياسية        | المناصب السياسية                            | المناصب السياسية         |
| ----------------------- | ------------------------------------------- | ------------------------ |
| سبقه عبد الفتاح إسماعيل | رئيس اليمن الديمقراطية الشعبية 1980 - 1986م | تبعه حيدر أبو بكر العطاس |